# 氏家裕子
氏家　裕子（うじいえ　ゆうこ、1979年10月13日 - ）は、千葉県館山市出身の元お笑い芸人。ホリプロに所属していたお笑いコンビ「金魚ばち」の元メンバーで、元相方は中村真弓（現・中村まゆみ）。身長156cm、B83・W60・H90。血液型はB型。

## 来歴
- 19歳の4月に役者志望で舞台芸術学院に入学、そこで出会った中村と金魚ばちを結成した。
- 2005年頃には、芸能人女子フットサルチーム『XANADU loves NHC』に所属していた。当時の背番号は『13』。
- 2006年のM-1グランプリには、金魚ばちとして出場した他、同じホリプロ所属だった川村エミコと『むっくりーず』というコンビを組んで出場。
- 2007年7月31日をもって金魚ばちを解散し、氏家自身は芸人を引退することを公式ブログなどで発表した。最後の仕事は同年7月29日の生放送の『アッコにおまかせ!』だった。
- その後、フリーライター業に転身。愛読していた『テレビブロス』誌への電話をきっかけにして、中川淳一郎に師事し現在に至る。2017年、9歳年下の男性と結婚[1]。
- 2007年12月28日に行われた、古巣・XANADU loves NHCのファン感謝イベントのコントのコーナーに出演した。

## 出演

### テレビ
- 感涙!時空タイムス
- 奥さまは外国人